# 島善鄰
島 善鄰（しま よしちか、1889年8月27日 - 1964年8月7日）は、教育者、農学博士。北海道大学第6代学長。その一生をリンゴの研究と普及に努めリンゴの神様といわれる。正三位、勲一等瑞宝章を授与。

## 経歴
1889年、陸軍軍人の島時中、きち夫婦の5男として広島県広島市に生まれる。8歳の時に父が亡くなり岩手県稗貫郡矢沢村高木（現・花巻市）に移る。盛岡中学（現・岩手県立盛岡第一高等学校）を経て1914年、東北帝国大学農科大学（現・北海道大学）を卒業。1916年、星野勇三教授に推挙されて青森県農事試験場の技師となる。当時の青森は褐斑病の発生でリンゴ生産減退の時期であったが、早速減収原因の調査に着手。リンゴ栽培改善事業として
1. 園地の整理
2. 病害虫防除
3. 地力の増進

の三大事業を実施し、従来の粗放な技術から労働集約技術への転換を指導した。これにより青森県のリンゴ産業の危機を救い「リンゴの恩人」と称えられた。またこれが日本のリンゴ栽培技術成立となる。1931年の著書『実験リンゴの研究』は日本最初のリンゴ技術体系を発表した不朽の名著とされる。さまざまの新しい試みを実践し1923年、アメリカからゴールデンデリシャスの穂を導入、これからふじやつがるなどの品種が生まれた。
1927年6月に北海道帝国大学の助教授に就任。1950年から1954年まで北海道大学学長。退官後。弘前大学教授を務め、同大に農学部（現農学生命科学部）を創設した。1956年リンゴの研究と指導により紫綬褒章受章。
1936年 北海道大学より農学博士。論文の題は「リンゴ実腐病ノ研究」。
その他、サクランボの品種「佐藤錦」育ての親・岡田東作が種苗業を営むきっかけとなったのは、島の勧めによるものという。
1964年死去。墓所は花巻市瑞興寺。

## 親族
妻の浦子は、4代目瀬川弥右衛門の妹であった。